# Benno Graf
Benno Graf (* 13. März 1908 in München; † 20. Mai 1977) war ein deutscher Politiker (BP, CSU, FVP, DP) und Oberstudienrat am Max-Planck-Gymnasium in München-Pasing.
Benno Graf war 1931 bis 1934 wissenschaftlicher Mitarbeiter des Herder-Verlages. 1933 promovierte er. 1934 bis 1938 war er Angestellter des Volksbundes für das Deutschtum im Ausland (VDA). Ab 1938 war er im Schuldienst. Ab 1940 leistete er Wehrdienst in der Wehrmacht und war bis 1946 in französischer Kriegsgefangenschaft.
Von 1929 bis 1933 war Graf Mitglied der Bayerischen Volkspartei, zum 1. Mai 1937 trat er der NSDAP bei (Mitgliedsnummer 5.847.634). Ab 1949 war Graf Mitglied der Bayernpartei, deren Generalsekretär er bis zu seinem Ausschluss am 13. November 1953 war. Grund für den Ausschluss war, dass Graf bei der Bundestagswahl 1953 auf der CSU-Landesliste kandidiert hatte. Anfang 1954 trat er der CSU dann auch bei, ehe er jedoch bereits am 26. Oktober 1956 gemeinsam mit Otto Gumrum (ebenfalls früheres BP-Mitglied) zur FVP wechselte. Durch den Beitritt der FVP zur DP wurde Graf Mitglied dieser Partei.
Graf gehörte dem Deutschen Bundestag von 1953 bis 1957 an. Ursprünglich für die CSU gewählt, trat er am 26. Oktober 1956 zur FVP-Fraktion über, die bereits im März 1957 in der DP aufging. 1957 kandidierte er erfolglos bei der Bundestagswahl auf der bayerischen Landesliste der DP.